# Ai Xuan
Pour les articles homonymes, voir Ai et Xuan.
Dans ce nom chinois, le nom de famille, Ai, précède le nom personnel.
Ai Xuan (chinois : 艾軒 ; pinyin : Ài Xuān), né le 11 novembre 1947 à Jinhua (province du Zhejiang), en Chine, est un peintre chinois.

## Biographie
Ai Xuan naît à Xiao Li Feng, dans le comté de Shenzhen de la province de Hebei, et grandit au village de Fantianjiang, dans le comté de Jinhua de la préfecture du même nom, province du Zhejiang. 
Ai Xuan est diplômé en 1967 de l'école préparatoire de l'Académie centrale des beaux-arts. Sa formation est interrompue par la révolution culturelle, et, entre 1969 et 1973, il est envoyé travailler dans une ferme militaire au Tibet.
En 1980, il présente six de ses peintures à l'exposition nationale. Il remporte plusieurs prix dont, en 1981, un prix national des arts jeunesse de deuxième classe pour sa peinture à l'huile Wholesale ; un prix des œuvres exceptionnelles du Sichuan et, en 1986, un deuxième prix d'art asiatique pour sa peinture à l'huile Snow.
En 1987, étant professeur invité à l'université d'Oklahoma City, Ai séjourne un an aux États-Unis. Pendant son séjour, il a l'occasion de rencontrer plusieurs artistes célèbres et organise sa propre exposition personnelle. Ai se rend également en Grande-Bretagne pour participer à la vente aux enchères organisée pour lever des fonds pour la rénovation de la Grande Muraille.
Il enseigne aussi à l'Institut de peinture de Pékin. Ai est actuellement basé à Pékin et est membre de l'Association des artistes chinois.

## Famille
Ai Xuan est le fils du défunt poète chinois Ai Qing, ainsi que le demi-frère du célèbre artiste chinois Ai Weiwei. Ai Xuan (également connu sous le nom de GuiGui par les membres de sa famille proche) réside à Pékin avec sa femme Jin Tao et sa fille Ai Jiayi.

## Collections publiques
- Musée des Beaux-Arts de Chine, Pékin, Chine
- Musée des arts asiatiques, Fukuoka, Japon
- The Metropolitan Museum of Art, New York, États-Unis

## Sources
- Sullivan, Modern Chinese artists: a biographical dictionary, University of California Press, 2006 (ISBN 0-520-24449-4), p. 4